# Liste der Museen in Düsseldorf

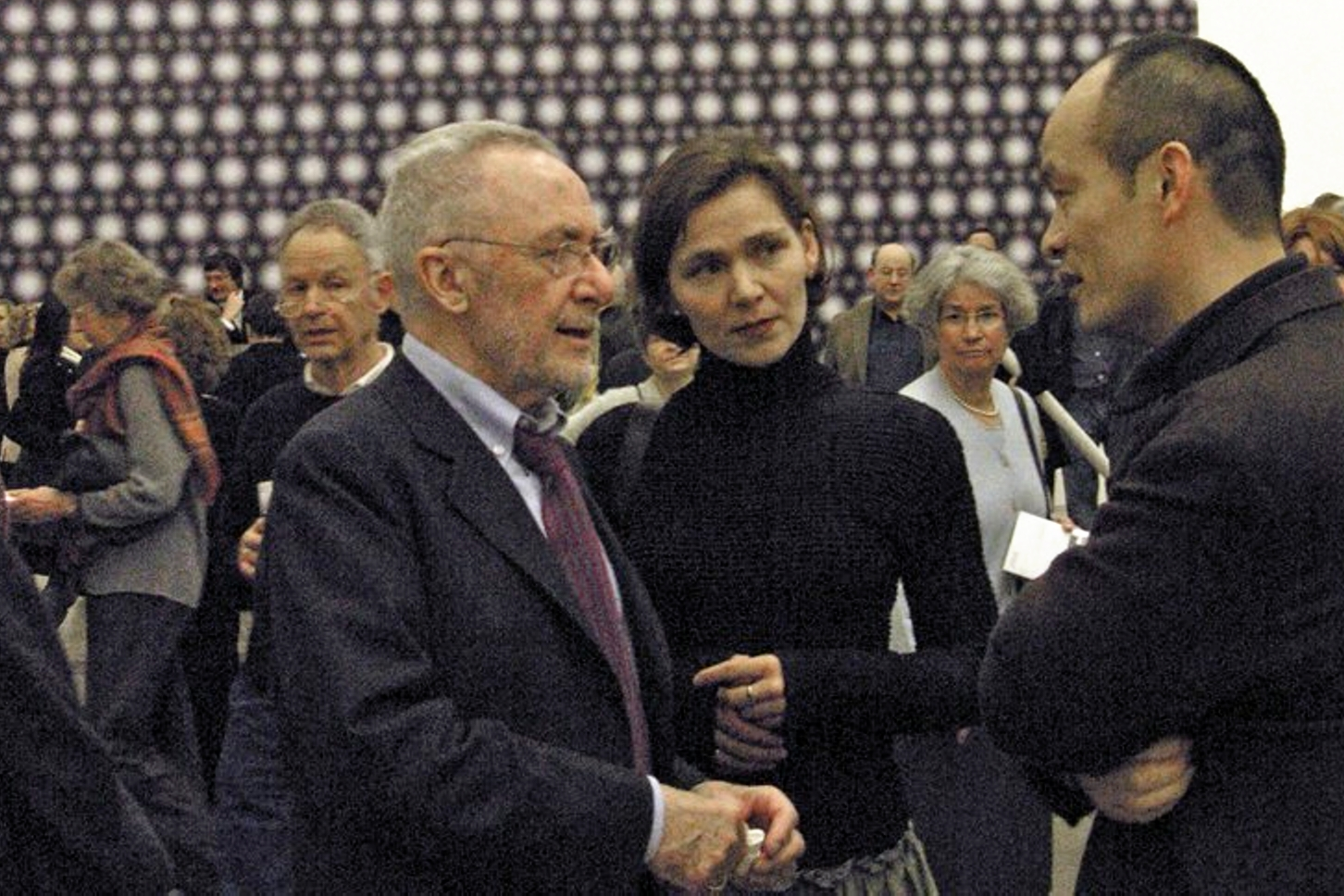
Gerhard Richter (li.) anlässlich der Eröffnung seiner Retrospektive am 11. Februar 2005 in der Kunstsammlung Nordrhein-Westfalen (K20)

Die Liste der Museen in Düsseldorf nennt Museen in öffentlicher und privater Trägerschaft in Düsseldorf, Nordrhein-Westfalen.
Die Museumslandschaft der nordrhein-westfälischen Landeshauptstadt Düsseldorf umfasst weite Sammlungsschwerpunkte in den Bereichen der niederrheinischen und Düsseldorfer Kultur- und Regionalgeschichte, sowie der nordrhein-westfälischen, nationalen und internationalen Kunstszene. Vor allem die zeitgenössischen Kunstmuseen besitzen ein internationales Renommée und sind integraler Bestandteil der vielfältigen Kultur- und Kreativwirtschaft der Stadt. An der letzten Quadriennale Düsseldorf 2010–2011 waren zehn Düsseldorfer Kunstmuseen beteiligt.

## Museen

### Städtische Museen
| Träger     | Museum                                              | Typ                              | gegründet | Besucher (2010) |
| ---------- | --------------------------------------------------- | -------------------------------- | --------- | --------------- |
| Düsseldorf | Aquazoo – Löbbecke Museum                           | Naturkundemuseum                 | 1904      | 364.969         |
| Düsseldorf | Filmmuseum                                          | Kunstmuseum                      | 1993      | 57.957          |
| Düsseldorf | Stadtmuseum                                         | Heimatkundemuseum                | 1874      | 36.776          |
| Düsseldorf | Hetjens-Museum – Deutsches Keramikmuseum            | Kunstmuseum                      | 1909      | 24.953          |
| Düsseldorf | Heinrich-Heine-Museum des Heinrich-Heine-Institutes | Kulturhistorisches Spezialmuseum | 1975      | 20.029          |
| Düsseldorf | Theatermuseum                                       | Kunstmuseum                      | 1938      | 18.385          |
| Düsseldorf | Mahn- und Gedenkstätte Düsseldorf                   | Historisches Museum              | 1987      | 16.551          |
| Düsseldorf | Goethe-Museum im Schloss Jägerhof                   | Kulturhistorisches Spezialmuseum | 1956      | 16.006          |
|            | Gesamt                                              | Gesamt                           | Gesamt    | 555.626         |

### Sonstige öffentliche Museen und Sammlungen
|                                   | Museum | Typ                                  | Träger                   | Besucher (2010) |
| --------------------------------- | --- | ------------------------------------ | ------------------------ | --------------- |
| Kunstsammlung Nordrhein-Westfalen | Kunstsammlung Nordrhein-Westfalen - K20 am Grabbeplatz - K21 im Ständehaus - Galerie Schmela                                   | Kunstmuseum                          | Land Nordrhein-Westfalen |                 |
| Museum Kunstpalast                | Museum Kunstpalast - Glasmuseum Hentrich (Wiedereröffnung Sommer 2022)                                                         | Kunstmuseum                          | Stiftung                 | 149.868         |
|                                   | Schloss und Park Benrath - Museum für Europäische Gartenkunst - Museum Corps de Logis - Museum für Naturkunde                  | Kultur- und Naturwissens. Museen     | Stiftung                 | 98.398          |
|                                   | Sammlungen der Heinrich-Heine-Universität Düsseldorf - Anatomischen Sammlung - Graphiksammlung "Mensch und Tod" - Münzsammlung | Kultur- und Naturwissens. Sammlungen | Land Nordrhein-Westfalen |                 |
|                                   | Sammlungen der Kunstakademie Düsseldorf - Akademie Galerie: Neue Sammlung                                                      | Kulturwissens. Sammlung              | Land Nordrhein-Westfalen |                 |

### Private Museen
|  | Museum                                                    | Typ                              | Träger                                      | Besucher (2010) |
|  | --------------------------------------------------------- | -------------------------------- | ------------------------------------------- | --------------- |
|  | Schifffahrtsmuseum                                        | Technikmuseum                    | Gemeinnütziger Verein                       | 31.972          |
|  | Gerhart-Hauptmann-Haus                                    | Kulturhistorisches Spezialmuseum | Stiftung Gerhart-Hauptmann-Haus             |                 |
|  | Museum Kaiserswerth                                       | Heimatkundemuseum                | Heimat- und Bürgerverein Kaiserswerth e. V. |                 |
|  | Pflegemuseum Kaiserswerth                                 | Diakoniemuseum                   | Fliedner-Kulturstiftung                     |                 |
|  | Haus des Karnevals                                        | Heimatkundemuseum                | Comitee Düsseldorfer Carneval e. V.         |                 |
|  | Museum und Archiv der Deutschen Gesellschaft für Urologie | Naturwissenschaftliches Museum   | Deutsche Gesellschaft für Urologie e. V.    |                 |

Unregelmäßig geöffnete Museen oder nur nach vorheriger Vereinbarung zu besuchen
- Rahmenmuseum der Werkladen Conzen Kunst Service GmbH im Alten Haus in der Düsseldorfer Altstadt[9]
- Senfmuseum im Düsseldorfer Löwensenfladen[10][11]
- Comtoise-Uhrenmuseum  von Bernd Deckert in Alt-Lörick[12]

Geschlossene Museen oder mit ehemaligem Sitz bzw. Standort in Düsseldorf
- Gemäldegalerie Düsseldorf
- Kunstgewerbemuseum Düsseldorf
- Paul Pozozza Museum
- Deutsches Kunststoff-Museum (1986 gegründet, 2017 ins LVR-Industriemuseum Oberhausen umgezogen)[13]

## Kunst- und Ausstellungshallen
|                       | Museum                          | Themen                                              | Träger                                             | Besucher (2010) |
| --------------------- | ------------------------------- | --------------------------------------------------- | -------------------------------------------------- | --------------- |
| NRW-Forum             | NRW-Forum Kultur und Wirtschaft | Zeitgenössische Kunst, Mode, Design und Architektur | Land Nordrhein-Westfalen                           | 86.061          |
| Kunsthalle Düsseldorf | Kunsthalle Düsseldorf           | Zeitgenössische Kunst                               | Kunstverein für die Rheinlande und Westfalen e. V. | 45.381          |
|                       | Kunst im Tunnel                 | Zeitgenössische Kunst                               | Kunstverein für die Rheinlande und Westfalen e. V. | 28.870          |
|                       | Kunstraum Düsseldorf            | Zeitgenössische Kunst                               |                                                    |                 |
|                       | Julia Stoschek Collection       | Zeitgenössische Kunst                               |                                                    |                 |
|                       | Sammlung Philara                | Zeitgenössische Kunst                               |                                                    |                 |
|                       | KAI 10                          | Zeitgenössische Kunst                               | ARTHENA FOUNDATION                                 |                 |
|                       | EKŌ-Haus der Japanischen Kultur | Japanische Kunst und Kultur                         |                                                    |                 |